# Rußdrossel
Die Rußdrossel (Turdus nigrescens) ist eine großwüchsige Drosselart, welche im Hochland Costa Ricas und dem westlichen Panama endemisch ist.

## Aussehen
Die Rußdrossel ist 24–25,5 cm lang und wiegt im Durchschnitt 96 g. Das erwachsene Männchen ist bräunlich-schwarz mit schwarzen Flügeln und Schwanz. Es besitzt eine schwarze Fläche zwischen dem orangen Schnabel und dem Auge. Die Beine und der nackte Augenring sind orange, die Iris hellgrau. Das Weibchen sieht vergleichbar aus, ist aber brauner und etwas blasser und hat gelb-orange blanke Teile. Die Jungtiere ähneln dem erwachsenen Weibchen. Sie besitzen orangefarbene Streifen auf dem Kopf sowie dem oberen Gefieder und dunkle Flecken auf der Unterseite.

## Lebensweise und Verhalten
Die Vogelart lebt in Gebieten von Freiflächen und bevorzugt an Eichenwaldrändern. Die Rußdrossel bewohnt Areale, welche in der Regel über 2200 m über NN liegen. Sie baut in Bäumen mit Gras gesäumte Nester 2–8 m über dem Boden. Das Weibchen legt darin zwei unauffällige, grünlich-blaue Eier zwischen März und Mai.
Die Rußdrossel frisst auf dem Boden, einzeln oder in Paaren. Hauptnahrungsquellen stellen Insekten, Spinnentiere und Früchte (vor allem der Heidekrautgewächse und zahlreicher Nachtschattengewächse) dar. 
Sie ist für ihren Gesang mit Gurgellauten berühmt.